# Platytroctes
Platytroctes is een geslacht van straalvinnige vissen uit de familie van glaskopvissen (Platytroctidae). Het geslacht is voor het eerst wetenschappelijk beschreven in 1878 door Guenther.

## Soorten
- Platytroctes apus Günther, 1878
- Platytroctes mirus (Lloyd, 1909)